# ОШ „Јован Цвијић” Брезичани
Основна школа „Јован Цвијић” је основна школа у Брезичани. Налази се у улици Брезичани бб. Име је добила по Јовану Цвијићу,, знаменитом српском географу, научнику, универзитетском професору и академику.

## Историјат
Основна школа „Јован Цвијић” у Брезичанима је почела са радом крајем 1926. године и тада је имала тридесет ученика. У Другом свјетском рату је школска зграда запаљена и настава је прекинута, а у децембру 1944. је поново организована за сто седамдесет и четири полазника у кући Софије Рајшл. Септембра 1955. је пресељена у нови објекат и наставила је да ради као осмогодишња под именом народног хероја Милана Егића. Због повећања броја ученика, од 1968. су почеле да се отварају четворогодишње подручне школе у селима Волар, Горња Драготиња, Доња Драготиња, Горња Јутрогошта, Марини, Цикоте и Чејреци. Од седамдесетих година број ученика се смањивао па је 1981. угашена школа у Маринима, а 1982. у Јутрогошти. Од 1993. године носи данашњи назив „Јован Цвијић”. Школске 2015—2016. је имала двеста седамнаест ученика, тридесет и четири наставника и два вјероучитеља православне вјеронауке. У њеном саставу су радиле петогодишње подручне школе у селима Горња Драготиња, Доња Драготиња, Цикоте и Чејреци. Поред библиотеке са око 7000 књига, школа садржи спортску салу и спортске терене. Од 1978. сарађује са Основом школом „Светитељ Сава” Друговац.